# Pravotice
Pravotice (ungarisch Peres – bis 1907 Pravotic) ist eine Gemeinde im Westen der Slowakei mit 369 Einwohnern (Stand 31. Dezember 2024), die zum Okres Bánovce nad Bebravou, einem Teil des Trenčiansky kraj, gehört.

## Geographie
Die Gemeinde befindet sich im Nordteil des Hügellands Nitrianska pahorkatina am Pravotický potok, eines Nebenflusses der Bebrava. Das Ortszentrum liegt auf einer Höhe von 243 m n.m. und ist sechs Kilometer von Bánovce nad Bebravou entfernt.
Nachbargemeinden sind Brezolupy im Norden, Vysočany im Osten, Nedašovce im Südosten, Ostratice im Süden, Rybany im Westen und Dolné Naštice im Nordwesten.

## Geschichte
Pravotice wurde zum ersten Mal 1232 als Provta schriftlich erwähnt und war Besitz der landadligen Familie Deméndi. 1598 standen 21 Häuser im Ort, 1720 wohnten hier zehn Steuerpflichtige, 1784 hatte die Ortschaft 35 Häuser, 44 Familien und 249 Einwohner, 1828 zählte man 23 Häuser und 234 Einwohner, die als Landwirte beschäftigt waren. Im 19. Jahrhundert wurde eine Sandsteingrube ausgebeutet.
Bis 1918 gehörte der im Komitat Trentschin liegende Ort zum Königreich Ungarn und kam danach zur Tschechoslowakei beziehungsweise heute Slowakei.

## Bevölkerung
| Jahr                | 1994 | 2004     | 2014    | 2024     |
| ------------------- | ---- | -------- | ------- | -------- |
| Anzahl der Personen | 344  | 285      | 307     | 369      |
| Unterschied         |      | −17,15 % | +7,71 % | +20,19 % |

| Jahr                | 2023 | 2024    |
| ------------------- | ---- | ------- |
| Anzahl der Personen | 366  | 369     |
| Unterschied         |      | +0,81 % |

Nach der Volkszählung 2011 wohnten in Pravotice 308 Einwohner, davon 299 Slowaken, zwei Polen sowie jeweils ein Kroate und Tscheche. Fünf Einwohner machten keine Angabe zur Ethnie.
275 Einwohner bekannten sich zur römisch-katholischen Kirche sowie jeweils ein Einwohner zur Evangelischen Kirche A. B. und zur griechisch-katholischen Kirche. Neun Einwohner waren konfessionslos und bei 22 Einwohnern wurde die Konfession nicht ermittelt.

## Bauwerke und Denkmäler
- römisch-katholische Kirche Jungfrau Maria im Barockstil aus dem 18. Jahrhundert